# 横須賀ゆきの
横須賀 ゆきの（よこすか ゆきの、1976年11月13日 - ）は、読売テレビ所属の社員。元アナウンサー（編成局アナウンス部・報道局神戸支局兼務）。現在は同局解説委員。
北海道札幌市生まれ、千葉県松戸市育ち。千葉県立国府台高等学校、立教大学卒業。

## 来歴
1999年に、アナウンサーとして読売テレビ（ytv）へ入社。当初は、『なるトモ!』『川合俊一のおひるバン!!』など、主に情報・バラエティ番組へ出演していた。2007年に、3歳年上のフリーディレクターと結婚した（同年10月9日の同局公式サイト内コラム『横須賀ダッシュ』で発表）。
『川合俊一のおひるバン!!』では、フェンシングや忍者などの修行に挑戦。そのVTRが『ニュースの女王決定戦』（日本テレビ系列の特別番組）で紹介されたことで、同番組のベストキャスター賞を受賞した。
2004年10月4日から、先輩アナウンサー・植村なおみの後任として、平日夕方のローカルワイドニュース『ニューススクランブル』のキャスターに大抜擢。坂泰知（元・アナウンサー、現・報道局解説委員）とともに、2009年3月27日の最終回までキャスターを務めた。
また、『ニューススクランブル』のキャスター就任を機に、報道局の記者を兼務。同番組の終了後は、現職のまま大阪府政担当の記者として活動した。同番組の後継番組『かんさい情報ネットten!』や、ytv制作の『情報ライブ　ミヤネ屋』で府政関連のニュースを扱う場合には、"大阪府政担当の横須賀アナウンサー"との肩書で取材リポートを送ることもある。
2012年4月からはアナウンス部所属のままで報道局神戸支局へ異動し、兵庫県内の警察・司法担当記者をしている。
2021年現在、報道局に所属している。7月1日から『かんさい情報ネットten.』の木・金曜担当の解説デスクに就任する。
2022年3月29日からは『朝生ワイド す・またん!』で、火曜日のニュース解説を担当。

## 人物
3姉妹の長女で、妹の一人は元歌手の横須賀ゆめな。父親は調理師、母親は税理士をしている。

## 現在の担当番組
- かんさい情報ネットten.（2021年7月1日 - ） - ゲキ追、解説（毎週木・金曜日）
- 朝生ワイド す・またん! - ニュース解説
  - 火曜日（2022年3月29日 - 2024年3月19日）（週1回）
  - 月・火曜日（2024年3月25日 - ）（週2回）

## 過去の担当番組
- ダウンタウンDX（ナレーション）
- なるトモ!（水 - 金曜アシスタント）
- 土曜はダメよ!（ナレーション）
- 川合俊一のおひるバン!!
- ニューススクランブル（キャスター）
- 声 あなたと読売テレビ
- NNNドキュメント'18「わが子を看取る おうち診療所ですごした3か月」（2018年5月20日放送） - 監督・演出を担当。
- サッカー中継（リポーター）
- プロ野球中継（サブアナ）など